# 게루시아

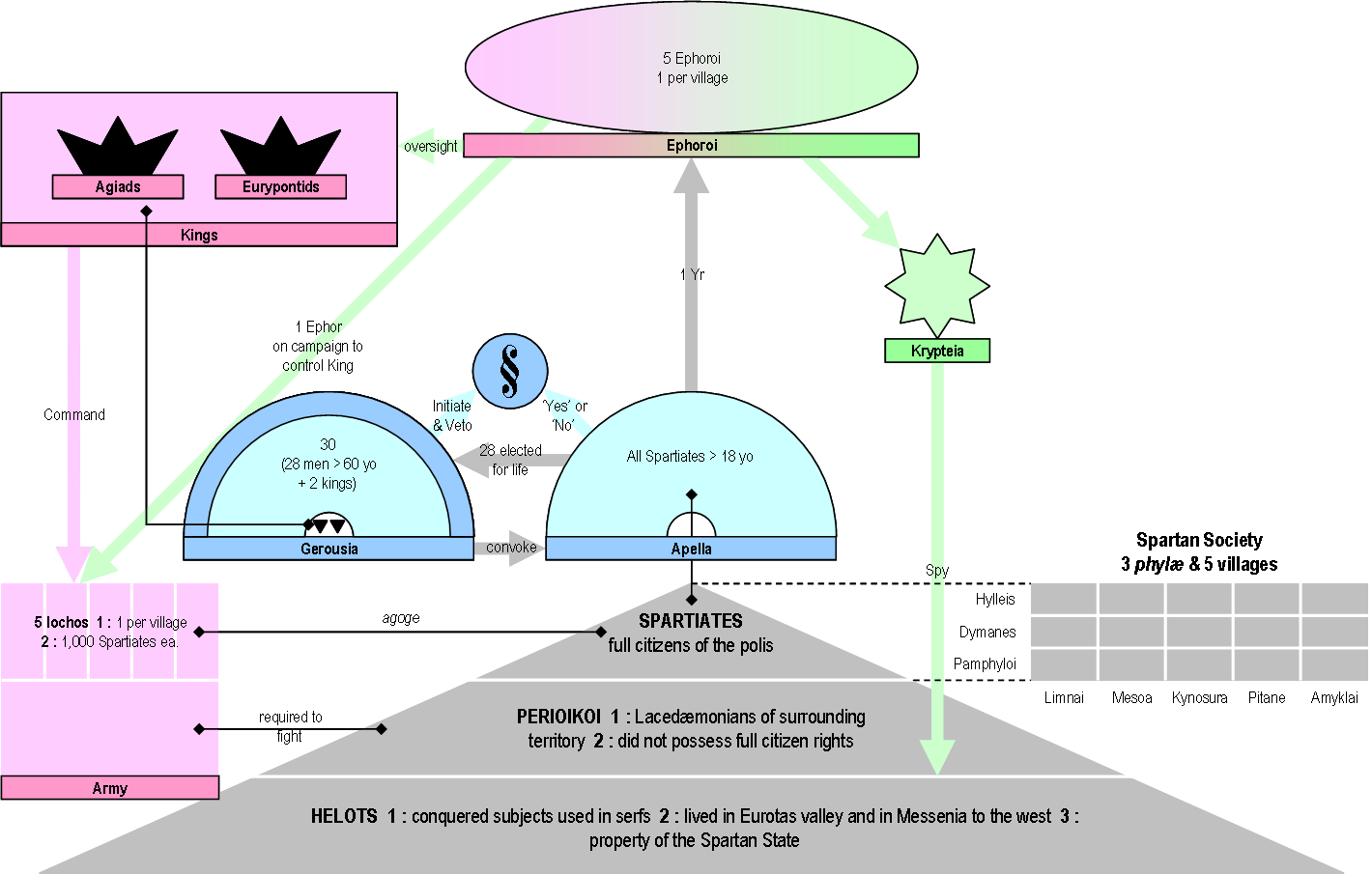
스파르타 대 레트라(헌법)

게루시아 (γερουσία)는 스파르타의 장로회이다. 게루시아의 정부구조는 스파르타의 60세 이상 남자들이 선출들로 구성된 장로제이다. 이것은 기원전 7세기 스파르타의 입법자인 
리쿠르고스의 대 레트라 (대 선언)에 의하여 만들어졌다. 리쿠르구스의 전기작가인 플루타르크에 의하면, 게루시아는 리쿠르고스에 의한 첫 번째 입헌의 중대한 혁신이라고 말했다.
게루시아는 전체 30명으로 구성되어 있으며, 그 중 28명은 연령이 60세 이상이어야 하고, 나머지 2명의 스파르타 왕은 나이와 상관이 없었다. 왕 이외의 다른 구성원은 선출되었으며, 종신직이었다. 게루시아는 분리된 건물에 한 집단의 남자들에 의한 발성 투표로 선출되었으며, 목소리의 크기로 결정되었다. 이렇게 선출된 장로회는 스파르타 왕족 2명이 포함되었으며, 장로의 자격은 귀족들로 제한된 듯하다.

이 게루시아에는 두 가지 주요 역할이 있었다. 민회가 열리기 전에 상정할 안건에 대해 토론했고, 법안이 통과되는 것을 막을 수도 있는 권한이 있었으며, 왕을 포함한 어떤 스파르타인도 재판에 회부시킬 수 있는 대법원으로서의 역할을 하기도 했다.

리쿠르고스의 대 레트라(Great Rhetra)는 스파르타 민회에 의해 결정된 것을 뒤집을 수 있는 권한도 있었다고 주장하고 있다.

## 참고 문헌
- Cartledge, Paul. The Spartans: The World of the Warrior-Heroes of Ancient Greece. 2003. Vintage Books.